# Trofeo Luis Bermejo
El Trofeo Luis Bermejo fue un Trofeo amistoso de verano, disputado en la ciudad de Badajoz, en la Comunidad autónoma de Extremadura (España).  Se disputó desde 1967 hasta el año 2000, en un total de 34 ediciones.
El Trofeo es organizado por el club Club Deportivo Badajoz, en paralelo con el otro gran trofeo de la ciudad el Trofeo Ibérico, aunque este último tuviese siempre mejor cartel y más presencia internacional.
El nombre del Trofeo, está dedicado a la figura de Luis Bermejo, que cuando era presidente del Badajoz Luis Bermejo, en la Guerra Civil, se fue a vivir con su familia al propio campo de fútbol, en lo que ahora se utiliza como urinarios, para que el Vivero no desapareciera. 
Los partidos se disputaban en el estadio Vivero. 
La XXIX Edición del Trofeo Luis Bermejo se debía jugar el día 30 de agosto de 1995 entre los equipos CD Badajoz y Atlético Mogreb de Tetuán. La misma mañana del partido el equipo africano notificó al Badajoz que no jugarían al negarse sus jugadores profesionales a participar alegando cansancio. 
Por lo tanto, se puede indicar de forma clara que no se pudo disputar el Trofeo por incomparecencia del rival, pero debe constar que era la XXIX Edición, por lo que el Trofeo de la temporada siguiente sería la XXX.
La última edición fue la disputada en el año 2000, y fue ganada por el Atlético de Madrid.

## Palmarés
| Año       | Edición      | Campeón                | Resultado  | Subcampeón                |
| --------- | ------------ | ---------------------- | ---------- | ------------------------- |
| 1967      | I            | CD Badajoz             | 1-0        | Real Jaén CF              |
| 1968      | II           | CD Badajoz             | 2-0        | Calvo Sotelo CF           |
| 1969      | III          | Cádiz CF               | 5-1        | CD Badajoz                |
| 1970      | IV           | CD Badajoz             | 4-2        | CP Cacereño               |
| 1971      | V            | CD Badajoz             | 2-2 (pen)  | AD Plus Ultra             |
| 1972      | VI           | Palencia CF            | 2-1        | CD Badajoz                |
| 1973      | VII          | CD Badajoz             | 3-1        | Córdoba CF                |
| 1974      | VIII         | CD Badajoz             | 3-2        | CSD Huracán Buceo         |
| 1975      | No disputado |                        | -          | -                         |
| 1976      | X            | CD Díter Zafra         | 1-0        | CD Badajoz                |
| 1977      | XI           | CD Badajoz             | 2-0        | CD Don Benito             |
| 1978      | XII          | CD Badajoz             | 3-1        | CD Díter Zafra            |
| 1979      | XIII         | CD Badajoz             | 3-0        | Linares CF                |
| 1980      | XIV          | CD Badajoz             | 1-0        | Mérida Industrial CF      |
| 1981      | XV           | CD Badajoz             | 2-0        | Kenitra Athletic Club     |
| 1982      | XVI          | CP Cacereño            | 3-1        | CD Badajoz                |
| 1983      | XVII         | CD Badajoz             | 4-0        | Sevilla Atlético          |
| 1984      | XVIII        | Cádiz CF               | 3-1        | CD Badajoz                |
| 1985      | XIX          | CF Estrela da Amadora  | 0-0 (pen)  | CD Badajoz                |
| 1986      | XX           | CD Badajoz             | 1-0        | O Elvas CAD               |
| 1987      | XXI          | CD Badajoz             | 2-0        | Lusitano GC Évora         |
| 1988      | XXII         | O Elvas CAD            | 1-0        | CD Badajoz                |
| 1989      | XXIII        | CD Badajoz             | 5-0        | CD Portalegrense 1925     |
| 1990      | XXIV         | CD Badajoz             | 3-1        | O Elvas CAD               |
| 1991      | XXV          | CD Badajoz             | 3-0        | Sevilla Atlético          |
| 1992      | XXVI         | CD Badajoz             | 5-0        | CF Extremadura            |
| 1993      | XXVII        | CD Badajoz             | 7-1        | O Elvas CAD               |
| 1994      | XXVIII       | Vitória SC             | 0-0 (pen)  | CD Badajoz                |
| 1995      | XXIX         | CD Badajoz             | suspendido | Atlético Mogreb de Tetuán |
| 1996      | XXX          | CD Badajoz             | 1-0        | Vitória FC Setúbal        |
| 1997      | XXXI         | Real Sociedad          | 2-1        | CD Badajoz                |
| 1998-1999 | No disputado |                        | -          |                           |
| 2000      | XXXII        | Atlético de Madrid     | 2-2 (pen)  | CD Badajoz                |
| 2001-2019 | No disputado |                        | -          |                           |
| 2020      | XXXIII       | CD Badajoz             | 2-1        | Córdoba CF                |
| 2021      | XXXIV        | Fútbol Club Oporto "B" | 1-0        | CD Badajoz                |

## Campeones
| Equipo                 | Títulos | Ediciones |
| ---------------------- | ------- | --- |
| CD Badajoz             | 21      | 1967, 1968, 1970, 1971, 1973, 1974, 1977, 1978, 1979, 1980, 1981, 1983, 1986, 1987, 1989, 1990, 1991, 1992, 1993, 1996, 2020 |
| Cádiz CF               | 2       | 1969, 1984 |
| Palencia CF            | 1       | 1972 |
| CD Díter Zafra         | 1       | 1976 |
| CP Cacereño            | 1       | 1982 |
| CF Estrela da Amadora  | 1       | 1985 |
| O Elvas CAD            | 1       | 1988 |
| Vitória SC             | 1       | 1994 |
| Real Sociedad          | 1       | 1997 |
| Atlético de Madrid     | 1       | 2000 |
| Fútbol Club Oporto "B" | 1       | 2021 |